# Amazonas
Amazonas (wymowaⓘ [amaˈzõnɐs]) – jest jednym ze stanów Brazylii, położonym w Regionie Północnym kraju. Od północy graniczy z Kolumbią i Wenezuelą, od zachodu z Peru, a od południa i wschodu z brazylijskimi stanami Acre, Rondônia, Mato Grosso, Pará i Roraima. Stolicą stanu jest Manaus. Inne ważne miasta to: Parintins, Coari, Manacapuru, Itacoatiara i Tefé.
W 2010 stan liczył 3 483 985 mieszkańców; dla porównania, w 1970 było ich 714,8 tys. Największy stan Brazylii. Powierzchnię pokrywają lasy deszczowe; odwadniania jest przez liczne rzeki, głównie Amazonkę, Purus, Madeirę, Rio Negro. Na znacznych obszarach występują coroczne powodzie. Główne produkty stanu to drewno, guarana, oleje warzywne i włókna naturalne. Uprawiany jest maniok, juta, bananowce i bataty. Surowe produkty są zużywane przez brazylijski przemysł; eksportowany jest kauczuk, drewno, juta, oleje warzywne, orzechy, żywica, ryby akwariowe i skóry.
Od 1962 w stolicy – Manaus – funkcjonuje Universidade Federal do Amazonas; ponadto w Manaus ma siedzibę Instituto Nacional de Pesquisas da Amazônia.

## Miasta
Największe miasta w stanie Amazonas według liczby mieszkańców (stan na 2013 rok):
| L.p. | Miasto      | Liczba ludności |
| ---- | ----------- | --------------- |
| 1.   | Manaus      | 1 982 179       |
| 2.   | Parintins   | 109 225         |
| 3.   | Itacoatiara | 94 278          |
| 4.   | Manacapuru  | 91 795          |
| 5.   | Coari       | 81 325          |
| 6.   | Tefé        | 62 885          |
| 7.   | Tabatinga   | 58 314          |
| 8.   | Maués       | 57 663          |
| 9.   | Manicoré    | 51 331          |
| 10.  | Humaitá     | 49 137          |